# Kiyohara Yukinobu

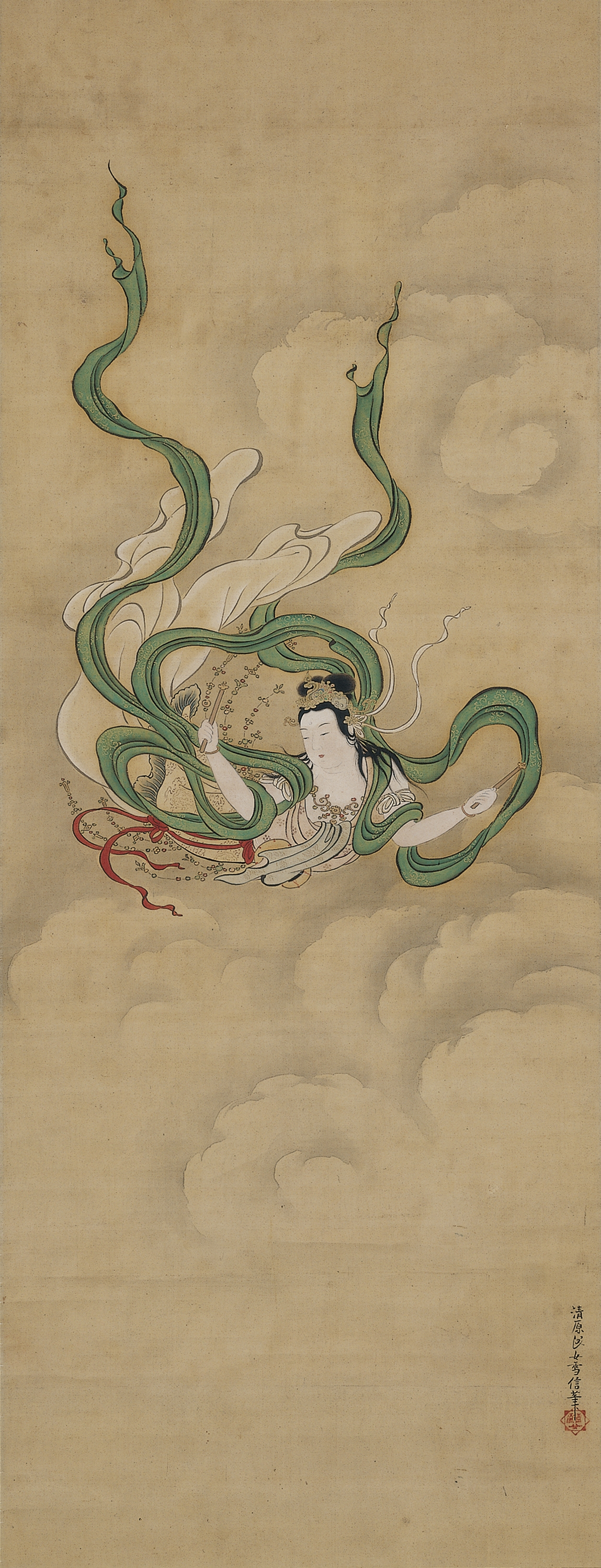
Vol céleste

Dans ce nom, le nom de famille, Kiyohara, précède le nom personnel.
Kiyohara Yukinobu (清原 雪信), née en 1643, morte le 5 juin 1682, est une femme peintre japonaise de l'école Kanō.

## Biographie
Sa mère Kuniko est la nièce du maître Kanō Tannyū. Son père Kusumi Morikage, disciple de Kanō Tannyū,  est également  peintre. Il  participe à sa formation et l’incite à adopter un style lettré venu de Chine.
Kiyohara Yukinobu vit à Kyoto. Elle épouse un peintre membre de l'école Kanō , Kiyohara Hirano Morokiyo.
Son travail couvre  une grande variété de formats allant de petits rouleaux de soie à de grandes surfaces. Thématiquement, elle aborde des sujets traditionnels, tels que les paysages (Paysage de printemps et Paysage d'automne, au Cleveland Museum of Art), les fleurs, les oiseaux, les personnalités bouddhiques, etc. Mais une partie significative de son œuvre s'inscrit également dans le style yamato-e. Mais cette œuvre est également remarquable par la production de nombreuses représentations  de femmes, y compris des personnages légendaires tels que Murasaki Shikibu,,.
Elle devient la plus célèbre femme de l’école Kanō, une académie picturale de Kyoto pourtant réputée  pour son hostilité aux femmes,. Beaucoup  d'œuvres de Yukinobu étant signées et scellées avec son nom, ceci suggère effectivement qu'elle ait obtenu une reconnaissance suffisante (et exceptionnelle pour une femme)  pour vendre ces productions à des citadins et des samouraïs. Le roman de Ihara Saikaku, La Vie d'une femme galante (好色一代女, Kōshoku Ichidai Onna), comprend également une histoire où une courtisane commande un travail à Kiyohara Yukinobu, un tableau sur l'automne, peint sur soie,. Elle meurt en 1682.